# Coni
Los coni (también choni, caoni, conos o cones) son una antigua población itálica considerada una variante étnica de los enotrios, la población que los colonos griegos encontraron en el sur de Italia durante la segunda colonización griega en el siglo VIII a. C. Antíoco indica que, dentro de la  población enotriana, los coni tienen su propia identidad y orden, no resultante de la desarticulación del mundo ítalo-enotrio que se produjo una vez que tuvo lugar la sucesión de Morgete a Ítalo, como ocurrió con los morgetes y los sículos.
Esta especificidad étnica también se desprende de otros relatos sobre ellos. Las fuentes aqueas remontan el nacimiento de la etnia a los aqueos-ftiotas (Filoctetes), que habían regresado de Troya. En la Sirítida se habla de sus orígenes o de su mezcla con los troyanos. Por tanto, también aquí es necesario distinguirlos de los oinotroi propiamente dichos, una población simplemente enotriana con su propia historia autónoma.
Los coni ocupaban una amplia zona del norte de la Calabria jónica, desde Metaponto hasta Crotona, y se caracterizaban por una cultura funeraria en la que sus seres queridos no eran enterrados en decúbito supino con las piernas ligeramente flexionadas, sino acurrucados de lado, de acuerdo con la costumbre de sus vecinos de Apulia, los yápigos, así como por la presencia de enterramientos en enchytrismoi en la zona habitada.
El origen de los coni es reconocido por las tradiciones histórico-literarias en el horizonte legendario de los contactos con el mundo egeo-micénico que posponen los relatos míticos de los nostoi («regresos») de los héroes griegos de la expedición contra Troya, que habrían fundado varias ciudades en las regiones conio-enotrias, algunas, en homenaje a ellos,  Néstor en Metaponto, Epeo en Lagarìa o Filoctetes en Chone, Krimisa, Petelia o Makalla.
Tras la fundación y desarrollo de las colonias de la Magna Grecia a partir del siglo VIII a. C., los coni perdieron progresivamente su identidad 'indígena', condicionada por el proceso de aculturación y recepción de modelos culturales de origen helénico. A partir de la primera mitad del siglo V a. C., la adopción de modelos y prácticas religiosas helénicas, atestiguadas arqueológicamente, con evidentes repercusiones en el ámbito sociopolítico, concluye el proceso de integración cultural iniciado varios siglos antes.